# Praetor
Praetor nebo také prétor (z latinského prae-itor, „jdoucí vpřed“) je původní označení dvou nejvyšších římských úředníků, původně pouze pomocníků konzulů. Od roku 367 př. n. l. se jejich pravomoc vztahovala na soudní spory a vůbec otázky pořádku a práva v hlavním městě. Jako u každého římského magistráta bylo jejich funkční období jednoroční. Od roku 337 př. n. l. se praetory mohli stát i plebejové.
Po svém zvolení vždy před nastoupením do úřadu vyhlašoval, jakými zásadami se bude v nalézaní práva řídit, šlo o tzv. praetorský edikt. Tím vytvářel ius honorarium, které měnilo staré ius civile, čímž došlo k významnému rozvoji římského soukromého práva.
Praetor urbanus projednával případy mezi plnohodnotnými římskými občany a praetor peregrinus (zřízen roku 242 př. n. l.) projednával ty, které se týkaly cizinců. Praetor mohl být také pověřen vojenským úkolem, po uplynutí úředního roku spravovali jako propraetoři některou provincii. Počet praetorů byl několikráte zvyšován a v 2. století n. l. jich bylo osm. Byly také vytvořeny další praetury, např. praetor fideicommissarius pro odkazy nebo praetor tutelarius pro poručenství.